# Магнус, Сергей Рейнгольдович
Сергей Рейнгольдович Магнус (1871 — 1914) — российский военный моряк, капитан 1-го ранга.

## Биография
Родился в обедневшей дворянской семье лютеранского вероисповедания. В сентябре 1884 поступил в Морское училище, на военной службе с 1887. Дополнительно в 1892 окончил обучение в Морской стрелковой команде, в 1895 в Минном офицерском классе, в 1907 в Учебном отряде подводного плавания. Находился в заграничном плавании на крейсере «Генерал-Адмирал» (1893 — 1894), миноносце № 120 (1896 — 1897), эскадренном броненосце «Наварин» (1897 — 1900), эскадренном броненосце «Победа» (1902 — 1904). Зачислен в минные офицеры 1-го разряда в 1899. Участник обороны Порт-Артура, будучи офицером Порт-Артурской эскадры, после сдачи крепости находился в плену в Японской империи. Заведующий отрядом подводных лодок Владивостокского порта с 16 октября 1906 до 1908. С 18 мая 1909 до 28 сентября 1910 командир эскадренного миноносца «Гайдамак». Затем начальник 2-го дивизиона подводных лодок морских сил Балтийского моря до 1913. Командир крейсера «Паллада» с 21 января 1913 до 28 сентября 1914. Погиб вместе с крейсером, потопленным немецкой подводной лодкой U-26. После его смерти без средств к существованию осталась вдова Ольга Магнус, проживавшая в Гатчине с четырьмя детьми.
В настоящее время потомки С. Р. Магнуса проживают в Санкт-Петербурге.

## Звания
- гардемарин;
- унтер-офицер (1880-е);
- мичман (19 сентября 1890);
- лейтенант (14 мая 1896);[2]
- капитан-лейтенант (8 декабря 1904);
- капитан 2-го ранга (2 апреля 1906);
- капитан 1-го ранга (6 декабря 1911).

## Награды
- орден Святого Станислава III степени (1899);
- орден Святой Анны IV степени с надписью «За храбрость» (1904).